# Ode to My Misery
Ode to My Misery — дебютный полноформатный студийный альбом группы The Wake выпущенный 3 ноября 2003 года лейблом Spikefarm Records. Для японского рынка был выпущен релиз, который содержал в себе две дополнительные композиции — «Here in Eternity» и «Deja Vu». Композиция «Here in Eternity» ранее была включена в промозапись группы Promo 2002.

## Список композиций
1. «Murder One» — 03:49
2. «Darkness of Mine» — 03:37
3. «Souls Encounter» — 05:16
4. «Deep Silent Dead» — 05:18
5. «Forever Nothing» — 03:51
6. «Befouled Galaxy» — 03:34
7. «Failed Generation» — 03:46
8. «The Neverending» — 03:55
9. «Like a Fallen Angel» — 04:11
10. «Whenever I Suffer» — 04:37
11. «Here in Eternity»[1]
12. «Deja Vu»[1]